# Chodów (województwo mazowieckie)
Chodów – wieś w Polsce położona w województwie mazowieckim, w powiecie siedleckim, w gminie Siedlce. Ma status sołectwa.Leży nad rzeką Liwiec.
W latach 1975–1998 miejscowość administracyjnie należała do województwa siedleckiego.
W Chodowie znajduje się kościół filialny rzymskokatolickiej parafii św. Marii Magdaleny w Suchożebrach, Ośrodek Kultury oraz klub sportowy Strzelec Chodów, który posiada swoje zaplecze sportowe i własne boisko. 
Przez Chodów przebiegają drogi:
- Węgorzewo – Łomża – Siedlce – Łuków – Sławatycze
- Chodów – Węgrów

## Ludzie związani z Chodowem
- Rafał Filipczuk, mistrz kulturystyki